# Prix de littérature des Provinces flamandes
 (novembre 2009).
Si vous disposez d'ouvrages ou d'articles de référence ou si vous connaissez des sites web de qualité traitant du thème abordé ici, merci de compléter l'article en donnant les références utiles à sa vérifiabilité et en les liant à la section « Notes et références ».
Le Prix de littérature des Provinces flamandes (Prijs voor Letterkunde van de Vlaamse Provincies) est un prix littéraire annuel décerné par les cinq provinces flamandes de Belgique: province d'Anvers, province de Flandre-Occidentale, province de Flandre-Orientale, province de Limbourg et province du Brabant flamand.
Il est décerné à un écrivain flamand chaque année pour une œuvre originale en langue néerlandaise, publié dans les 4 dernières années et en alternance selon un cycle quadriennal dans un des genres suivants:
- littérature de jeunes et d'enfants
- monographie, essai
- recueil de poèmes, pièce de théâtre, jeux télé ou radio
- prose et l'ensemble d'une œuvre[1],[2]

Le prix est de 4 957,87 €. Le jury attribue le prix sur base de nominations.

## Lauréats
2000
- monographie : Dirk De Vos pour  Rogier van der Weyden
- essai : Rudi Laermans pour 'Schimmenspel'

2001
- théâtre : Filip Vanluchene pour Risquons-tout
- poésie : Hugo Claus pour Wreed Geluk

2002
- prose : Paul Claes pour De Kameleon
- ensemble d'une œuvre : Ivo Michiels

2003
- littérature enfantine : Heide Boonen pour Duivelshanden
- littérature pour jeunes : Gerda Van Erkel pour Een dubbel vuurteken

2004
- essai : Luc Devoldere pour Wachtend op de barbaren
- monographie : August Keersmaekerspour Het geluk van een schrijver. Felix Timmermans en zijn Pallieter

2005,
- théâtre : Eric De Volder pour Achter 't Eten
- poésie : Eric Spinoy pour Boze Wolven

2006,
- prose : Paul Verhaeghen pour Omega Minor
- ensemble d'une œuvre : Hubert van Herreweghen

2007
- livre pour jeunes : Jean-Claude van Rijckeghem et Pat van Beirs pour Jonkvrouw
- livre pour enfants : Sylvia vanden Heede pour Vos en Haas en de dief van Iek

2008,
- monographie : Joris Van Parys pour Het leven, niets dan het leven : Cyriel Buysse en zijn tijd
- essai : Jürgen Pieters pour De tranen van de herinnering. Het gesprek met de doden